# Arina Solomatina
Arina Solomatina (kasachisch Арина Соломатина, engl. Transkription Arina Solomatina; * 8. Juli 2001) ist eine kirgisische Tennisspielerin.

## Karriere
Solomatina begann mit drei Jahren das Tennisspielen und spielt vorrangig auf der ITF Women’s World Tennis Tour, wo sie bislang einen Doppeltitel gewinnen konnte.
2020 stand sie mit Partnerin Anastassija Poplawska im Dezember in Antalya erstmals im Doppelfinale eines ITF-Wettbewerbs, das die beiden mit 3:6 und 3:6 gegen Julia Kimmelmann und Nicole Fossa Huergo verloren.
2023 gewann sie Ende August mit Partnerin Marija Sinizyna den Doppeltitel beim W15 in Baku.
In den Jahren 2023 und 2024 spielte Andrejewskaja für die kirgisische Billie-Jean-King-Cup-Mannschaft; ihre Billie-Jean-King-Cup-Bilanz weist bislang sieben Siege bei zwei Niederlagen aus.

## Turniersiege

### Doppel
| Nr. | Datum           | Turnier | Kategorie | Belag     | Partnerin       | Finalgegnerinnen                    | Ergebnis  |
| --- | --------------- | ------- | --------- | --------- | --------------- | ----------------------------------- | --------- |
| 1.  | 26. August 2023 | Baku    | ITF W15   | Hartplatz | Marija Sinizyna | Nadeschda Chalturina Polina Leikina | 6:1, 7:65 |